# أندي بلاكني
أندي بلاكني (بالإنجليزية: Andy Blakeney)‏ هو عازف جاز أمريكي، ولد في 10 يونيو 1898 في كويتمان في الولايات المتحدة، وتوفي في 12 فبراير 1992 في بالدوين بارك في الولايات المتحدة.

## وصلات خارجية
- أندي بلاكني على موقع ميوزك برينز (الإنجليزية)
- أندي بلاكني على موقع أول ميوزيك (الإنجليزية)